# 밸브 시트

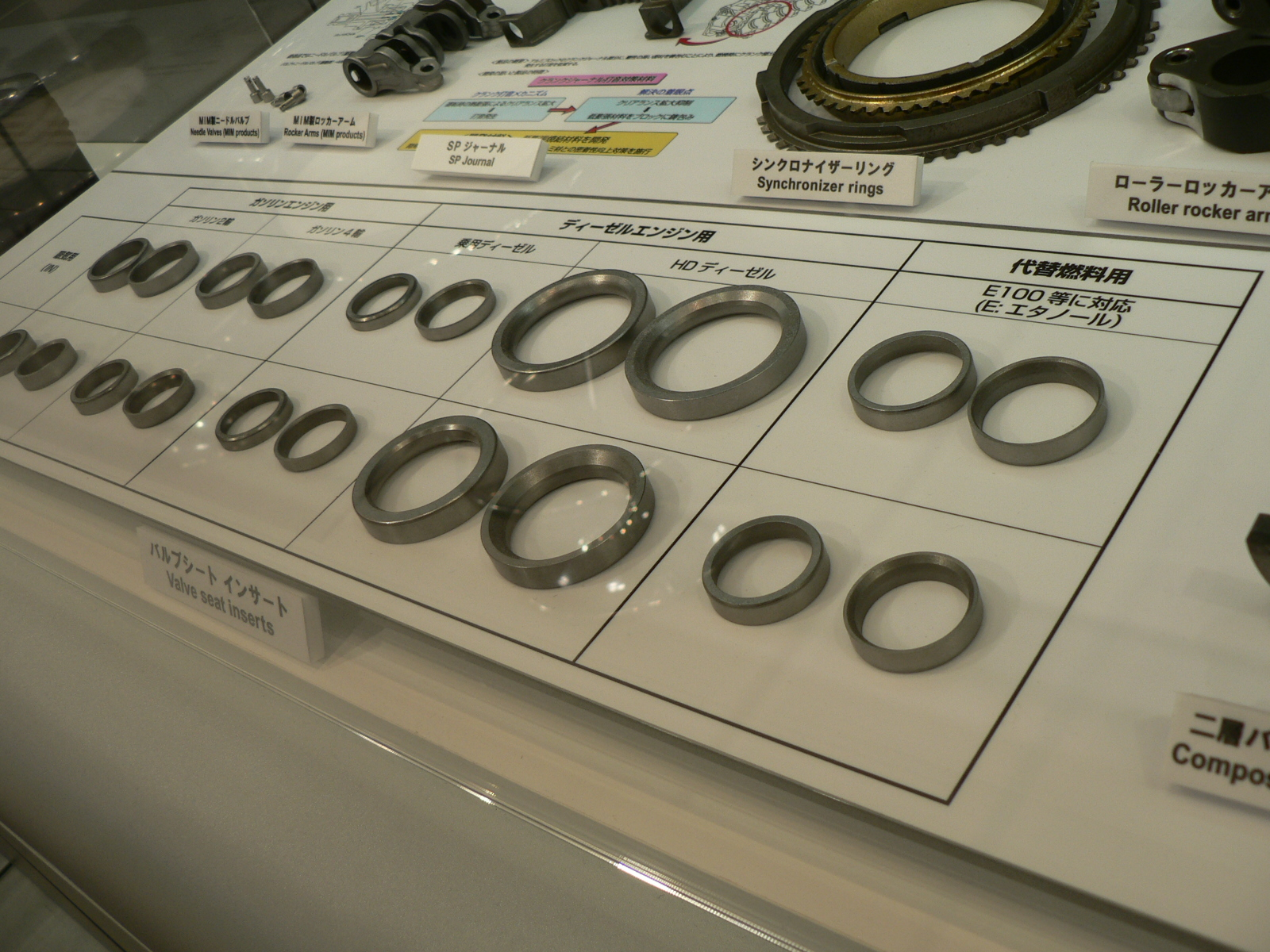

내연 가솔린 또는 디젤 기관의 밸브 시트는 밸브가 폐쇄 될 때 흡입 또는 배기 밸브가 엔진 작동 주기의 부분에서 놓이는 표면이다.
저렴한 엔진은 단순히 실린더 헤드 또는 엔진 블럭 (엔진의 디자인에 따라)의 재료로 절단되어 밸브 시트를 가질 수있다.
밸브 시트의 위치가 잘못되거나 또는 가공 할 수 있는 몇 가지 방법이 있다. 삽입된 가공 밸브 시트의 자동화 된 품질 관리는 전통적으로 이러한 편차가 나열된 모든 측정되는 고화질 계측을 활성화 한 디지털 홀로그래피의 출현까지 달성하는 것은 매우 어려웠다.